# Kynokephalier

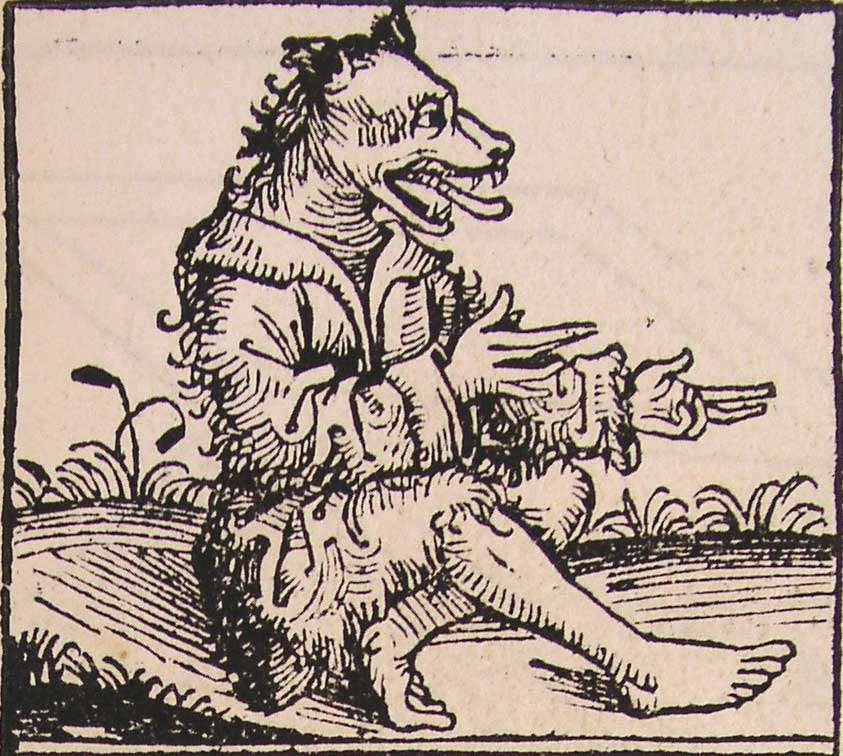
En kynokephal. Träsnitt från Nuremberg Chronicle, 1493.

Kynokephalier (från latinets cynocephalus "hundhuvud", i sin tur från grekiskans κῠνοκέφᾰλοι) är varelser som figurerar i ett flertal medeltida myter. De sades se ut som människor, med undantag för huvudet som var en hunds. De kommunicerade genom att skälla som hundar. Sankt Kristoffer hörde enligt vissa utsagor till en hundhövdad ras, men fick ett mänskligt huvud efter att ha blivit frälst. På flera ikoner avbildas han också med hundhuvud.
Adam av Bremen gör i sin beskrivning av svearnas rike i Gesta Hammaburgensis Ecclesiae Pontificum gällande att landets östra delar rymde "hundhuvuden", liksom amazoner och cykloper.